# Xã Orland, Quận Cook, Illinois
Xã Orland (tiếng Anh: Orland Township) là một xã thuộc quận Cook, tiểu bang Illinois, Hoa Kỳ. Năm 2010, dân số của xã này là 97.558 người.